# Oswald Lange
Oswald Hermann Lange (Haynau, 1º giugno 1912 – Savannah, 20 febbraio 2000) è stato un ingegnere tedesco naturalizzato statunitense.
Contribuì ai primi progetti aerospaziali militari, tra cui V-2 e Wasserfall, e alla fine diventò direttore del progetto di Saturn V.
Lange conseguì il master presso l'Università di Breslavia e il PhD presso l'Università tecnica di Berlino. Lavorò a Peenemünde dal 1940 al 1945 sugli aspetti di guida e controllo del missile balistico V-2 e del missile terra-aria Wasserfall. Dopo la seconda guerra mondiale, lavorò al Royal Aircraft Establishment (1947), ma emigrò negli Stati Uniti nel 1954, lavorando brevemente presso il Martin Aircraft. Nel 1959, fu naturalizzato come cittadino statunitense e divenne capo dell'ufficio progetti di Saturn. Si ritirò nel 1977.